# Wilhelm Ostwald
Wilhelm Friedrich Ostwald (în lituaniană Vilhelms Ostvalds, n. 2 septembrie 1853, Riga, Imperiul Rus – d. 4 aprilie 1932, Großbothen, Statul Liber Prusia⁠(d), Republica de la Weimar) a fost un chimist german, laureat al Premiului Nobel pentru chimie în 1909 pentru studiile despre echilibru chimic și viteza de reacție. A îndrumat pe Paul Walden și Walther Nernst.

## Contribuții științifice
A contribuit la teoria disociației electrolitice alături de Svante Arrhenius. Era promotor al energeticismului și contestatar al conceptului de atom. A creat și termenul „perpetuum mobile de tipul 2”. Pentru meritele sale din domeniul catalizatorilor lui Wilhelm Ostwald i s-a decernat Premiul Nobel. 